# ثوم لحلاحي الأوراق
الثوم لحلاحي الأوراق (باللاتينية: Allium colchicifolium) نوع نباتي عشبي يتبع جنس الثوم من الفصيلة الثومية.

## الموئل والانتشار
ينتشر في بلاد الشام.